# Heerlijkheid Bredevoort
De heerlijkheid Bredevoort, gelegen in de huidige provincie Gelderland was een zelfstandige hoge heerlijkheid in het graafschap Zutphen. Het bestond uit de stad Bredevoort en de dorpen Aalten, Dinxperlo en Winterswijk met hun buurtschappen.

## Geschiedenis
Toen in 1316 Herman van Loon II overleed, verdween met hem het graafschap Lohn, waarop onmiddellijk Münsterse troepen kasteel Bredevoort kwamen bezetten. Dat werd weer gevolgd door enkele machtswisselingen tussen Gelre en Munsterland, na de strijd om Bredevoort werd op 28 juni 1326 werd de vrede getekend in het voordeel van Gelre.
In 1697 werd de heerlijkheid door de Staten van Gelre cadeau gedaan aan stadhouder Willem III. Zo kwam de heerlijkheid geheel in bezit van de Nassau's. Een van de titels van de Koning der Nederlanden is daardoor nog altijd 'heer van Bredevoort'.
Na de Franse Tijd werden in Nederland de meeste heerlijkheden en daarmee tevens de Horigheid opgeheven. De heerlijkheid Bredevoort werd opgedeeld in de maires Aalten, Bredevoort, Dinxperlo en Winterswijk. In 1798 werden  deze maires weer opgeheven en samengevoegd in het Ambt Bredevoort waar ook het gebied van de Heerlijkheid Lichtenvoorde onder viel. In 1811 kreeg het gebied wederom een nieuwe bestuursvorm en werd het in vier gemeenten opgedeeld: Aalten, Bredevoort, Dinxperlo, Lichtenvoorde en Winterswijk. In 1818 werd de gemeente Bredevoort opgeheven en sindsdien valt de stad Bredevoort onder de gemeente Aalten. De naam "Heerlijkheid Bredevoort" voor het gebied bleef nog tot in de 20e eeuw in gebruik, getuige een advertentie van notaris Roelvink uit Winterswijk die in 1916 nog jachtrechten te koop aanbood.

## Heerlijke rechten
Het souvereine recht was in Bredevoort sinds 1246 altijd voorbehouden geweest aan de Staten van Gelre, dit tot in tegenstelling tot bijvoorbeeld de naastgelegen Heerlijkheid Borculo, waar de heer van Borculo was die in 1742 het souvereine recht verwierf. In Bredevoort bezat de heer tot 1795 hofhorige lieden en goederen. Een hofhorige kon zichzelf en zijn hofhorig goed vrijkopen door geld en diensten of door een ander zijn plaats te laten innemen. Hofhorigen kenden hun eigen hofgericht en waren aan zeer strenge bepalingen onderworpen. En ze waren verplicht zich in te schrijven in het hofboek, jaarlijks op l5 juli onder de Rozenboom. De hofhorigheid en de overige heerlijke rechten werden 1795 door het Franse bewind afgeschaft. De overige rechten, horend bij de heerlijkheid Bredevoort, waren:
- halsrecht
- middelbare en lage jurisdictie,
- patronaatsrecht van kerken en vicarieën, met collatierecht,
- recht van wildbaan en jacht,
- recht van visserij,
- recht van wind en water,
- recht van hofhorige diensten,
- recht van inkomsten als accijns (bier en wijn), tyns, pachten, herfst- en meibeden, hofhoudingsgeld en dienstgelden, vastenavond-hoenderen, rente van het honderdste ei, aangegraven landsgeld, tol- en weggeld, haver en schepeltienden.

## Het bestuur

Wapen Lohn

Bredevoort was oorspronkelijk een Westfaals borgmansstadje binnen het Graafschap Lohn. De adellijke verdedigers van het Kasteel Bredevoort woonden in versterkte huizen op de voorburcht, die daardoor het karakter van een vesting kreeg. Bij de overdracht van Bredevoort aan Gelre in 1326 ontsloeg de bisschop van Münster zijn Bredevoortse borgmannen van hun eed, zodat zij konden overgaan in Gelderse dienst. In 1503 verkregen de Bredevoortse borgmannen vergelijkbare privileges van de toenmalige pandheer, Everwijn II van Bentheim-Steinfurt. De militaire en bestuurlijke rol van de borgmannen was echter voorbij, nadat in de loop van de 16e eeuw de verdediging werd opgedragen aan een garnizoen. Als pandheer en later als heer van Bredevoort had de prins van Oranje het recht functionarissen te benoemen, zowel op wereldlijk als op kerkelijk gebied. De drost was namens de heer verantwoordelijk voor bestuur en rechtspraak. Samen met de richter, de landschrijver, de stadhouder of vervanger van de drost en de advocaat-fiscaal zorgde de drost voor politie- en justitiezaken binnen de heerlijkheid. In de stad Bredevoort werd hij bestuurlijk bijgestaan door twee burgemeesters en vijf rotmeesters: een rot was een wijk of buurt van de stad. Bij de civiele rechtspraak werd hij geassisteerd door twee keurnoten of assessoren, bij de criminele rechtspraak door de advocaat-fiscaal. De heer benoemde de volgende functionarissen: drossaard of drost, richter, landschrijver, fiscaal, advocaat van de prins, procureur van de prins, rentmeester, rentmeester van de Burense tienden, keurnoot of assessor van het appellationsgerecht in het graafschap Zutphen, keurnoot of assessor van het stadsgerecht, voogd, huisvoogd, organist, schoolmeester, koster, portier van kasteel en stad, voorlezer, opzichter van de hout-en bosgewassen onder Bredevoort, boswachter van bossen in het ambt van Boekhout, ontvanger v.d. verpondingen, bewoner van het recht- en gevangenhuis te Bredevoort, houder van postwagens en een rector van de Latijnse school. Voor Winterswijk: keurnoot of assessor van het landsgerecht, ontvanger van de verpondingen, kerkmeesters, twee marktmeesters, organist, koster, schoolmeester, voorlezer, voogd, ondervoogd, boswachter, postbode op Amsterdam en een postbode op Deventer. Voor Aalten: ontvanger, keurnoot of assessor van het landsgerecht, organist, koster, schoolmeester, kerkmeesters, marktmeesters, voogd, ondervoogd, schutter, en een boswachter. Voor Dinxperlo: ontvanger, keurnoten of assessoren van het landsgerecht, kerkmeesters (twee), voogd, koster en een schoolmeester.

## Drost

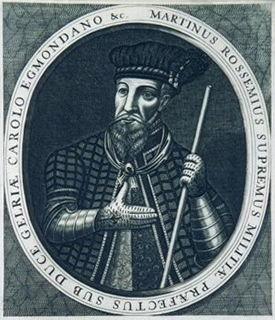
Maarten van Rossum

Het dagelijks bestuur van de heerlijkheid Bredevoort berustte bij een drost. Na de Münsterse bezetting tijdens de oorlogsjaren 1672-1674, bestond binnen de muren korte tijd een afzonderlijk stedelijk bestuur door een stadhouder en regenten van de stad Bredevoort. De drost had daarnaast meestal ook de taak van Richter. De rechtspraak werd verzorgd door de richter met twee keurnoten. Het gericht werd eens per twee weken gehouden in Aalten, Bredevoort en Winterswijk. De gerichtsdagen voor Dinxperlo werden in Aalten gehouden. De rechtspraak in de stad Bredevoort werd door de Richter van de heerlijkheid met twee keurnoten uitgeoefend, zoals dat in de overige kerspelen gebruikelijk was. Andere ambtenaren bij het gericht waren de landschrijver (secretaris) en de advocaat-fiscaal (openbare aanklager). De Landschrijver fungeerde ook als secretaris van de drost. Aangezien deze laatste meestal niet in de heerlijkheid woonde, was de Landschrijver vaak tevens diens plaatsvervanger als verwalter-drost of stadhouder. Bredevoort had ook een vestingcommandant, de "Commandeur der Forteresse". Deze functie was vaak met die van verwalter-drost in één persoon verenigd. Verder waren er nog een hele reeks lagere ambtenaren, waaronder bijvoorbeeld een ijker, een scharenslijper, een landmeter en armenjagers (veldwachters).

## Nassause Domeinraad
Vanaf 1612 werden de ambtenaren benoemd door de Nassause Domeinraad. Deze aanstellingsgegevens zijn overgeleverd in het ambtboek, berustend in het archief van genoemde Domeinraad in het Nationaal Archief in Den Haag. Gegevens van aanstellingen in het Ambt Bredevoort zijn verder te vinden in het archief van Drost & Geërfden en in het archiefbestand Ambt Bredevoort 1795-1811. Via de drosten zijn ook veel personeelsbescheiden beland in het huisarchief Keppel, tegenwoordig in het Gelders Archief te Arnhem.

## Gerechtsdistricten

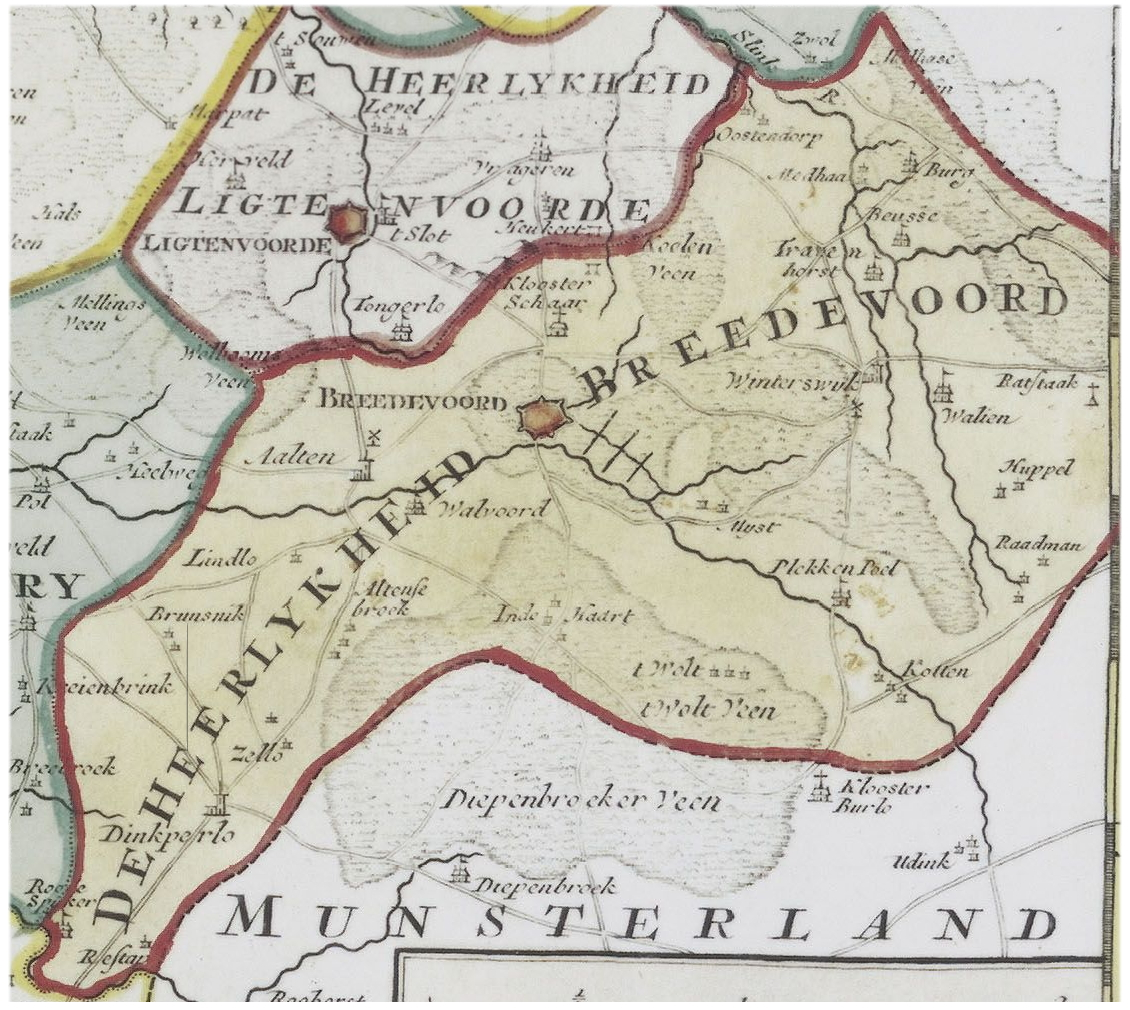
Detail van Nieuwe kaart van’t kwartier Zutphen, uit de Atlas van de XVII Nederlandsche provintien

Behalve de stad Bredevoort met haar stadsschependom (dat een aparte jurisdictie kende) bestond de heerlijkheid uit drie gerechtsdistricten, die samenvielen met de drie kerspelen Aalten, Dinxperlo en Winterswijk. In elk kerspel waren een voogd en één of twee ondervoogden aangesteld, die als tussenpersonen fungeerden tussen de inwoners van de kerspelen en het bestuur in Bredevoort. Ieder kerspel bestond uit een dorp en een aantal buurtschappen, gilden genoemd, die in rotten waren verdeeld. Aan het hoofd daarvan stonden rot- en gildemeesters, die moesten zorgen voor de verdere verspreiding van berichten en de uitvoering van bevelen. Tevens had iedere buurschap een bode, welk ambt verbonden was aan een bepaalde boerderij. De jurisdicties van de heerlijkheid Bredevoort dienden later als basis voor de te vormen gebieden van de Gemeente Winterswijk, Gemeente Aalten, Gemeente Dinxperlo en de Gemeente Bredevoort. Aalten, Bredevoort en Dinxperlo zijn tegenwoordig weer één gemeente, uitgezonderd Winterswijk.

## Havezaten en kastelen
Binnen de heerlijkheid Bredevoort stonden zeven havezaten en kastelen. Naast het kasteel Bredevoort tussen Aalten en Bredevoort het Walfort, De Buurse nabij Meddo ten zuiden van Dinxperlo de Rode Spijker, ten zuiden van Huppel het Waliën, ten zuiden van Meddo de Ravenhorst, ten zuiden van Winterswijk de Plekenpol.

## Einde van een tijdperk
De heerlijkheid Bredevoort werd in de Franse tijd opgeheven, en opgedeeld in de municipaliteiten Aalten, Bredevoort, Dinxperlo en Winterswijk. In 1798 werden deze municipaliteiten weer opgeheven en veranderd in het Ambt Bredevoort. In 1811 kreeg het gebied wederom een nieuwe bestuursvorm en werd het in drie mairieën opgedeeld: Winterswijk, Bredevoort/Aalten, en Dinxperlo. In 1813 werd Bredevoort een zelfstandige gemeente en schoutambt. In 1818 werd de gemeente Bredevoort opgeheven en sindsdien valt de stad Bredevoort onder de gemeente Aalten.